# Großer Preis von Italien 2020
Der Große Preis von Italien 2020 (offiziell Formula 1 Gran Premio Heineken d’Italia 2020) fand am 6. September auf dem Autodromo Nazionale di Monza in Monza statt und war das achte Rennen der Formel-1-Weltmeisterschaft 2020.

## Bericht

### Hintergründe
Nach dem Großen Preis von Belgien führte Lewis Hamilton in der Fahrerwertung mit 47 Punkten vor Max Verstappen und mit 50 Punkten vor Valtteri Bottas. In der Konstrukteurswertung führte Mercedes mit 106 Punkten vor Red Bull Racing und mit 196 Punkten vor McLaren-Renault.
Beim Großen Preis von Belgien stellte Pirelli den Fahrern die Reifenmischungen P Zero Hard (weiß, Mischung C2), P Zero Medium (gelb, C3) und P Zero Soft (rot, C4) sowie für Nässe Cinturato Intermediates (grün) und Cinturato Full-Wets (blau) zur Verfügung. Aus logistischen Gründen erhielten alle Fahrer die gleiche Anzahl an Reifensätzen in den jeweiligen Härtegraden, die Abgabe unterschiedlicher Bestellungen war nicht möglich. Jeder Fahrer hatte somit acht Sätze der Soft-, drei Sätze der Medium- und zwei Sätze der Hard-Mischung.
Aufgrund der COVID-19-Pandemie fand der Große Preis von Italien unter strikten Sicherheits- und Hygieneregeln statt. So waren keine Zuschauer zugelassen, außerdem musste jede Person, die sich im Fahrerlager aufhielt, spätestens alle fünf Tage auf das Virus SARS-CoV-2 getestet werden.
Mit Hamilton (fünfmal), Sebastian Vettel (dreimal) und Charles Leclerc (einmal) traten drei ehemalige Sieger zu diesem Grand Prix an.
Als Rennkommissare für dieses Rennwochenende fungierten Garry Connelly (AUS), Mathieu Remmerie (BEL), Tom Kristensen (DNK) und Paolo Longoni (ITA).

### Training
Im ersten freien Training war Bottas mit einer Rundenzeit von 1:20,703 Minuten Schnellster vor Hamilton und Alexander Albon.
Im zweiten freien Training fuhr Hamilton mit einer Rundenzeit von 1:20,192 Minuten die Bestzeit vor Bottas und Lando Norris.
Im dritten freien Training war Bottas dann in 1:20,089 Minuten Schnellster vor Carlos Sainz jr. und Norris.

### Qualifying
Das Qualifying bestand aus drei Teilen mit einer Nettolaufzeit von 45 Minuten. Im ersten Qualifying-Segment (Q1) hatten die Fahrer 18 Minuten Zeit, sich für das Rennen zu qualifizieren. Alle Fahrer, die im ersten Abschnitt eine Zeit erzielten, die maximal 107 Prozent der schnellsten Rundenzeit betrug, qualifizierten sich für den Grand Prix. Die besten 15 Fahrer erreichten den nächsten Teil. Hamilton war Schnellster. Die beiden Williams-Piloten, Antonio Giovinazzi, Vettel und Romain Grosjean schieden aus.
Der zweite Abschnitt (Q2) dauerte 15 Minuten. Die schnellsten zehn Piloten qualifizierten sich für den dritten Teil des Qualifyings und mussten mit den hier verwendeten Reifen das Rennen starten, alle anderen hatten freie Reifenwahl für den Rennstart. Bottas war Schnellster. Kevin Magnussen, Kimi Räikkönen, beide Ferrari-Piloten und Esteban Ocon schieden aus.
Der letzte Abschnitt (Q3) ging über eine Zeit von zwölf Minuten, in denen die ersten zehn Startpositionen vergeben wurden. Hamilton fuhr mit einer Rundenzeit von 1:18,887 Minuten die Bestzeit vor Bottas und Sainz jr. Es war die 94. Pole-Position für Hamilton in der Formel-1-Weltmeisterschaft.

### Rennen
Hamilton blieb zu Beginn des Rennens in Führung, während Bottas einen schlechten Start erwischte und von Sainz jr., Norris und Sergio Pérez überholt wurde. In der ersten Runde verlor Bottas eine weitere Position, auch Daniel Ricciardo überholte ihn. Der Finne meldete der Box das wahrscheinliche Vorliegen einer Reifenpanne, die jedoch per Telemetrie nicht erkannt wurde. In Runde drei überholte Verstappen Lance Stroll und rückte auf den siebten Platz vor. In der siebten Runde explodierten die Hinterradbremsen von Vettels Ferrari, kurz vor der Parabolica-Kurve. Der Deutsche, der die erste Schikane erreicht hatte, fuhr geradeaus weiter, prallte außerhalb der Ideallinie gegen die Styropormarkierungen und schied in der folgenden Runde aus.
Hamilton baute seinen Vorsprung Runde für Runde auf Sainz jr. aus. In der 20. Runde parkte Magnussen seinen Haas wegen eines technischen Problems kurz vor der Einfahrt in die Boxengasse. Die Rennleitung beschloss daraufhin, das Safety-Car auf die Strecke zu schicken, damit das Auto bewegt werden konnte. Aus Sicherheitsgründen war die Einfahrt zur Boxengasse geschlossen, Hamilton und Giovinazzi kamen jedoch zum Reifenwechsel herein. Erst später wurde die Boxengasse wieder geöffnet, sodass alle Fahrer zum Reifenwechsel anhalten konnten. In der 24. Runde kehrte das Safety-Car an die Box zurück. Hamilton, gegen den wie Giovinazzi ermittelt wurde, führte das Rennen an, vor Stroll, der nicht anhielt, Pierre Gasly, der unmittelbar vor der Einfahrt des Safety-Cars die Reifen gewechselt hatte, vor den beiden Alfa Romeo Racing-Wagen und Leclerc.
In der folgenden Runde verlor der Ferrari-Pilot in der Parabolica-Kurve die Kontrolle über das Auto, kam mit hoher Geschwindigkeit von der Strecke ab und landete in der Leitplanke. Der Fahrer blieb unverletzt, das Rennen wurde jedoch mit einer roten Flagge abgebrochen, damit die Rennleitung die Sicherheitsbarrieren neu positionieren konnte. Der letzte doppelte Ausfall des Maranello-Teams in Monza ereignete sich 1995 mit Gerhard Berger und Jean Alesi.
In der Pause vor dem zweiten Start verkündete die Rennleitung die Stop-and-Go-Strafen gegen Hamilton und Giovinazzi. Das Rennen wurde mit der Startaufstellung der Fahrer neu gestartet, basierend auf der Rangliste zum Zeitpunkt der roten Flagge. Hamilton stand mit Stroll in der ersten Reihe, während in der zweiten Reihe Gasly und Räikkönen standen. Beim Neustart behielt Hamilton erneut die Führung, während Stroll an Gasly und den beiden Alfa Romeo-Piloten vorbeizog.
Sowohl Hamilton als auch Giovinazzi fuhren sodann in die Box, um die Strafe abzusitzen, und rutschten so ans Ende des Feldes. In derselben Runde schied Verstappen aus. Gasly lag somit zum ersten Mal in seiner Karriere an der Spitze, vor Räikkönen, Sainz jr., Stroll, Norris, Bottas und den beiden Renault. In den folgenden Runden verlor Räikkönen mehrere Positionen, während Hamilton in die Punktezone gelangte.
Im letzten Teil des Rennens gelang es Sainz jr., den Abstand zu Gasly zu verringern und zu Beginn der letzten Runde unter einer Sekunde zu bleiben. Allerdings fehlte dem Spanier der nötige Schwung, um den Franzosen von AlphaTauri zu überholen, der damit seinen ersten Sieg in der Formel-1-Weltmeisterschaft einfuhr. Stroll komplettierte das Podium. Hamilton vollendet seine Aufholjagd mit dem siebten Platz. Gasly war der erste Franzose seit Olivier Panis beim Großen Preis von Monaco 1996 dem ein Sieg in der Formel 1 gelang. Außerdem war es der erste Sieg eines anderen Teams als Mercedes, Red Bull und Ferrari seit dem Großen Preis von Australien 2013. Hamilton gelang die schnellste Runde, womit er sich den Extrapunkt sichern konnte.
In der Gesamtwertung blieb Hamilton in Führung, während Bottas Verstappen überholte. In der Teamwertung blieben die ersten drei Positionen unverändert.

## Meldeliste
| Team                          | Nr. | Fahrer             | Chassis                            | Motor                              | Reifen |
| ----------------------------- | --- | ------------------ | ---------------------------------- | ---------------------------------- | ------ |
| Mercedes-AMG Petronas F1 Team | 44  | Lewis Hamilton     | Mercedes-AMG F1 W11 EQ Performance | Mercedes-AMG F1 M11 EQ Performance | P      |
| Mercedes-AMG Petronas F1 Team | 77  | Valtteri Bottas    | Mercedes-AMG F1 W11 EQ Performance | Mercedes-AMG F1 M11 EQ Performance | P      |
| Scuderia Ferrari              | 05  | Sebastian Vettel   | Ferrari SF1000                     | Ferrari 065                        | P      |
| Scuderia Ferrari              | 16  | Charles Leclerc    | Ferrari SF1000                     | Ferrari 065                        | P      |
| Aston Martin Red Bull Racing  | 33  | Max Verstappen     | Red Bull Racing RB16               | Honda RA620H                       | P      |
| Aston Martin Red Bull Racing  | 23  | Alexander Albon    | Red Bull Racing RB16               | Honda RA620H                       | P      |
| McLaren F1 Team               | 55  | Carlos Sainz jr.   | McLaren MCL35                      | Renault E-Tech 20                  | P      |
| McLaren F1 Team               | 04  | Lando Norris       | McLaren MCL35                      | Renault E-Tech 20                  | P      |
| Renault DP World F1 Team      | 03  | Daniel Ricciardo   | Renault R.S.20                     | Renault E-Tech 20                  | P      |
| Renault DP World F1 Team      | 31  | Esteban Ocon       | Renault R.S.20                     | Renault E-Tech 20                  | P      |
| Scuderia AlphaTauri Honda     | 26  | Daniil Kwjat       | AlphaTauri AT01                    | Honda RA620H                       | P      |
| Scuderia AlphaTauri Honda     | 10  | Pierre Gasly       | AlphaTauri AT01                    | Honda RA620H                       | P      |
| BWT Racing Point F1 Team      | 11  | Sergio Pérez       | Racing Point RP20                  | BWT Mercedes                       | P      |
| BWT Racing Point F1 Team      | 18  | Lance Stroll       | Racing Point RP20                  | BWT Mercedes                       | P      |
| Alfa Romeo Racing Orlen       | 07  | Kimi Räikkönen     | Alfa Romeo Racing C39              | Ferrari 065                        | P      |
| Alfa Romeo Racing Orlen       | 99  | Antonio Giovinazzi | Alfa Romeo Racing C39              | Ferrari 065                        | P      |
| Haas F1 Team                  | 08  | Romain Grosjean    | Haas VF-20                         | Ferrari 065                        | P      |
| Haas F1 Team                  | 20  | Kevin Magnussen    | Haas VF-20                         | Ferrari 065                        | P      |
| Williams Racing               | 63  | George Russell     | Williams FW43                      | Mercedes-AMG F1 M11 EQ Performance | P      |
| Williams Racing               | 06  | Nicholas Latifi    | Williams FW43                      | Mercedes-AMG F1 M11 EQ Performance | P      |
| Williams Racing               | 40  | Roy Nissany        | Williams FW43                      | Mercedes-AMG F1 M11 EQ Performance | P      |

Anmerkungen
1. 1 2  Der Williams mit der Startnummer 40 wurde im ersten freien Training für Nissany eingesetzt. Russell übernahm das Fahrzeug anschließend für das restliche Rennwochenende mit seiner Startnummer 63.

## Klassifikationen

### Qualifying
| Pos.                                                                      | Fahrer             | Konstrukteur              | Q1       | Q2       | Q3       | Start |
| ------------------------------------------------------------------------- | ------------------ | ------------------------- | -------- | -------- | -------- | ----- |
| 01                                                                        | Lewis Hamilton     | Mercedes                  | 1:19,514 | 1:19,092 | 1:18,887 | 01    |
| 02                                                                        | Valtteri Bottas    | Mercedes                  | 1:19,786 | 1:18,952 | 1:18,956 | 02    |
| 03                                                                        | Carlos Sainz jr.   | McLaren-Renault           | 1:20,099 | 1:19,705 | 1:19,695 | 03    |
| 04                                                                        | Sergio Pérez       | Racing Point-BWT Mercedes | 1:20,048 | 1:19,718 | 1:19,720 | 04    |
| 05                                                                        | Max Verstappen     | Red Bull Racing-Honda     | 1:20,193 | 1:19,780 | 1:19,795 | 05    |
| 06                                                                        | Lando Norris       | McLaren-Renault           | 1:20,344 | 1:19,962 | 1:19,820 | 06    |
| 07                                                                        | Daniel Ricciardo   | Renault                   | 1:20,548 | 1:20,031 | 1:19,864 | 07    |
| 08                                                                        | Lance Stroll       | Racing Point-BWT Mercedes | 1:20,400 | 1:19,924 | 1:20,049 | 08    |
| 09                                                                        | Alexander Albon    | Red Bull Racing-Honda     | 1:21,104 | 1:20,064 | 1:20,090 | 09    |
| 10                                                                        | Pierre Gasly       | AlphaTauri-Honda          | 1:20,145 | 1:19,909 | 1:20,177 | 10    |
| 11                                                                        | Daniil Kwjat       | AlphaTauri-Honda          | 1:20,307 | 1:20,169 | –        | 11    |
| 12                                                                        | Esteban Ocon       | Renault                   | 1:20,747 | 1:20,234 | –        | 12    |
| 13                                                                        | Charles Leclerc    | Ferrari                   | 1:20,443 | 1:20,273 | –        | 13    |
| 14                                                                        | Kimi Räikkönen     | Alfa Romeo Racing-Ferrari | 1:21,010 | 1:20,926 | –        | 14    |
| 15                                                                        | Kevin Magnussen    | Haas-Ferrari              | 1:20,869 | 1:21,573 | –        | 15    |
| 16                                                                        | Romain Grosjean    | Haas-Ferrari              | 1:21,139 | –        | –        | 16    |
| 17                                                                        | Sebastian Vettel   | Ferrari                   | 1:21,151 | –        | –        | 17    |
| 18                                                                        | Antonio Giovinazzi | Alfa Romeo Racing-Ferrari | 1:21,206 | –        | –        | 18    |
| 19                                                                        | George Russell     | Williams-Mercedes         | 1:21,587 | –        | –        | 19    |
| 20                                                                        | Nicholas Latifi    | Williams-Mercedes         | 1:21,717 | –        | –        | 20    |
| 107-Prozent-Zeit: 1:25,079 min (bezogen auf Q1-Bestzeit von 1:19,514 min) |                    |                           |          |          |          |       |

### Rennen
| Pos. | Fahrer             | Konstrukteur              | Runden | Stopps | Zeit        | Start | Schnellste Runde |
| ---- | ------------------ | ------------------------- | ------ | ------ | ----------- | ----- | ---------------- |
| 01   | Pierre Gasly       | AlphaTauri-Honda          | 53     | 2      | 1:47:06,056 | 10    | 1:24,037 (34.)   |
| 02   | Carlos Sainz jr.   | McLaren-Renault           | 53     | 2      | + 0,415     | 03    | 1:23,882 (40.)   |
| 03   | Lance Stroll       | Racing Point-BWT Mercedes | 53     | 1      | + 3,358     | 08    | 1:23,897 (42.)   |
| 04   | Lando Norris       | McLaren-Renault           | 53     | 2      | + 6,000     | 06    | 1:24,232 (50.)   |
| 05   | Valtteri Bottas    | Mercedes                  | 53     | 2      | + 7,108     | 02    | 1:23,961 (51.)   |
| 06   | Daniel Ricciardo   | Renault                   | 53     | 2      | + 8,391     | 07    | 1:23,898 (38.)   |
| 07   | Lewis Hamilton     | Mercedes                  | 53     | 3      | + 17,245    | 01    | 1:22,746 (34.)   |
| 08   | Esteban Ocon       | Renault                   | 53     | 2      | + 18,691    | 12    | 1:24,490 (52.)   |
| 09   | Daniil Kwjat       | AlphaTauri-Honda          | 53     | 2      | + 22,208    | 11    | 1:24,479 (44.)   |
| 10   | Sergio Pérez       | Racing Point-BWT Mercedes | 53     | 2      | + 23,224    | 04    | 1:24,336 (50.)   |
| 11   | Nicholas Latifi    | Williams-Mercedes         | 53     | 2      | + 32,876    | 20    | 1:24,999 (39.)   |
| 12   | Romain Grosjean    | Haas-Ferrari              | 53     | 2      | + 35,164    | 16    | 1:24,785 (48.)   |
| 13   | Kimi Räikkönen     | Alfa Romeo Racing-Ferrari | 53     | 2      | + 36,312    | 14    | 1:24,835 (29.)   |
| 14   | George Russell     | Williams-Mercedes         | 53     | 2      | + 36,593    | 19    | 1:24,421 (39.)   |
| 15   | Alexander Albon    | Red Bull Racing-Honda     | 53     | 2      | + 37,533    | 09    | 1:24,926 (48.)   |
| 16   | Antonio Giovinazzi | Alfa Romeo Racing-Ferrari | 53     | 3      | + 55,199    | 18    | 1:24,856 (43.)   |
| –    | Max Verstappen     | Red Bull Racing-Honda     | 30     | 2      | DNF         | 05    | 1:25,539 (10.)   |
| –    | Charles Leclerc    | Ferrari                   | 23     | 1      | DNF         | 13    | 1:26,026 (19.)   |
| –    | Kevin Magnussen    | Haas-Ferrari              | 17     | 1      | DNF         | 15    | 1:25,787 (10.)   |
| –    | Sebastian Vettel   | Ferrari                   | 6      | 0      | DNF         | 17    | 1:27,107 (04.)   |

## WM-Stände nach dem Rennen
Die ersten zehn des Rennens bekamen 25, 18, 15, 12, 10, 8, 6, 4, 2 bzw. 1 Punkt(e). Zusätzlich gab es einen Punkt für die schnellste Rennrunde, da der Fahrer unter den ersten zehn landete.

### Fahrerwertung
| Pos. | Fahrer           | Konstrukteur              | Punkte |
| ---- | ---------------- | ------------------------- | ------ |
| 01   | Lewis Hamilton   | Mercedes                  | 164    |
| 02   | Valtteri Bottas  | Mercedes                  | 117    |
| 03   | Max Verstappen   | Red Bull Racing-Honda     | 110    |
| 04   | Lance Stroll     | Racing Point-BWT Mercedes | 57     |
| 05   | Lando Norris     | McLaren-Renault           | 57     |
| 06   | Alexander Albon  | Red Bull Racing-Honda     | 48     |
| 07   | Charles Leclerc  | Ferrari                   | 45     |
| 08   | Pierre Gasly     | AlphaTauri-Honda          | 43     |
| 09   | Carlos Sainz jr. | McLaren-Renault           | 41     |
| 10   | Daniel Ricciardo | Renault                   | 41     |
| 11   | Sergio Pérez     | Racing Point-BWT Mercedes | 34     |

| Pos. | Fahrer             | Konstrukteur              | Punkte |
| ---- | ------------------ | ------------------------- | ------ |
| 12   | Esteban Ocon       | Renault                   | 30     |
| 13   | Sebastian Vettel   | Ferrari                   | 16     |
| 14   | Nico Hülkenberg    | Racing Point-BWT Mercedes | 6      |
| 15   | Daniil Kwjat       | AlphaTauri-Honda          | 4      |
| 16   | Antonio Giovinazzi | Alfa Romeo Racing-Ferrari | 2      |
| 17   | Kevin Magnussen    | Haas-Ferrari              | 1      |
| 18   | Nicholas Latifi    | Williams-Mercedes         | 0      |
| 19   | Kimi Räikkönen     | Alfa Romeo Racing-Ferrari | 0      |
| 20   | Romain Grosjean    | Haas-Ferrari              | 0      |
| 21   | George Russell     | Williams-Mercedes         | 0      |

### Konstrukteurswertung
| Pos. | Konstrukteur              | Punkte |
| ---- | ------------------------- | ------ |
| 1    | Mercedes                  | 281    |
| 2    | Red Bull Racing-Honda     | 158    |
| 3    | McLaren-Renault           | 98     |
| 4    | Racing Point-BWT Mercedes | 82     |
| 5    | Renault                   | 71     |

| Pos. | Konstrukteur              | Punkte |
| ---- | ------------------------- | ------ |
| 06   | Ferrari                   | 61     |
| 07   | AlphaTauri-Honda          | 47     |
| 08   | Alfa Romeo Racing-Ferrari | 2      |
| 09   | Haas-Ferrari              | 1      |
| 10   | Williams-Mercedes         | 0      |